# 21-я смешанная авиационная дивизия (СССР)
 21-я сме́шанная авиацио́нная диви́зия  — авиационное воинское соединение Вооружённых сил СССР в Великой Отечественной войне.

## Наименования дивизии
Именуется как 21-я смешанная авиационная дивизия, встречаются также наименования дивизии как 21-я авиационная дивизия.

## Формирование дивизии
21-я смешанная авиационная дивизия сформирована в августе 1940 года на основании Постановления СНК СССР на базе 43-й истребительной авиационной бригады ВВС Одесского военного округа. Вошла в состав 9-й армии. Штаб дивизии дислоцировался в Одессе.

## Расформирование дивизии
21-я смешанная авиационная дивизия расформирована 24 апреля 1942 года в составе ВВС Южного фронта.

## В действующей армии
В составе действующей армии:
- с 22 июня 1941 года по 24 апреля 1942 года.

## Командиры дивизии
| Звание    | Имя                       | Период                  | Примечание                                                                                 |
| --------- | ------------------------- | ----------------------- | ------------------------------------------------------------------------------------------ |
| полковник | Галунов Дмитрий Павлович  | 08.08.1940 — 15.09.1941 | убыл ВРИД командующего ВВС 12-й армии                                                      |
| полковник | Губанов Дмитрий Андреевич | 18.09.1941 — 05.12.1941 | снят с должности, назначен командиром учебно-бомбардировочной группы УТЦ ВВС Южного фронта |
| полковник | Попов Дмитрий Дмитриевич  | 06.12.1941 — 24.04.1942 | назначен на должность заместителя командующего ВВС 37-й армии                              |

## В составе соединений и объединений
| Дата          | Фронт (округ)          | Армия               | ВВС армии      | Примечания     |
| ------------- | ---------------------- | ------------------- | -------------- | -------------- |
| 01.08.1940 г. | Одесский военный округ | ВВС округа          | -              | -              |
| 22.06.1941 г. | -                      | 9-я отдельная армия | ВВС 9-й армии  | -              |
| 25.06.1941 г. | Южный фронт            | 9-я отдельная армия | ВВС 9-й армии  | -              |
| 01.10.1941 г. | Южный фронт            | ВВС фронта          |                | -              |
| 01.12.1941 г. | Южный фронт            | 37-я армия          | ВВС 37-й армии | -              |
| 01.01.1942 г. | Южный фронт            | 18-я армия          | ВВС 18-й армии | -              |
| 01.02.1942 г. | Южный фронт            | ВВС фронта          | -              | -              |
| 24.04.1942 г. | Южный фронт            | ВВС фронта          | -              | расформирована |

## Состав дивизии
На 22 июня 1941 года
Управление — Одесса
5-й скоростной бомбардировочный авиационный полк — Аккерман, Кулевча
67-й истребительный авиационный полк — Болград
69-й истребительный авиационный полк — Одесса
168-й истребительный авиационный полк — Колосовка
299-й штурмовой авиационный полк (в стадии формирования) — Одесса, Спартаковка
| Части                                             | Период                  | Примечание                                                                   |
| ------------------------------------------------- | ----------------------- | ---------------------------------------------------------------------------- |
| 5-й скоростной бомбардировочный авиационный полк  | 14.08.1940 — 07.03.1942 | переименован в 8-й гв. бап                                                   |
| 8-й гвардейский бомбардировочный авиационный полк | 07.03.1942 — 24.04.1942 | Вошёл в состав 5-й раг                                                       |
| 11-й бомбардировочный авиационный полк            | 01.08.1940 — 01.02.1941 | переформирован в 299-й шап                                                   |
| 299-й штурмовой авиационный полк                  | 01.02.1941 — 23.08.1941 | 25 И-153, 2 И-15 бис, И-16, Ил-2, вошёл в состав 6-й раг                     |
| 67-й истребительный авиационный полк              | 01.08.1940 — 01.10.1941 | 64 И-16 (26 неисправных), выведен с фронта на доукомплектование в 4-й зиап   |
| 69-й истребительный авиационный полк              | 01.08.1940 — 19.07.1941 | 70 И-16 (20 неисправных), 5 МиГ-3, передан в состав ВВС Приморской армии     |
| 168-й истребительный авиационный полк             | 01.05.1941 — 01.07.1941 | 61 И-16 (2 неисправных), возвращён в состав 45-й сад                         |
| 288-й бомбардировочный авиационный полк           | 22.09.1941 — 24.04.1942 | Су-2, передан в состав 219-й бад                                             |
| 40-й истребительный авиационный полк              | 16.11.1941 — 06.12.1941 | И-16, вошёл в состав 5-й раг                                                 |
| 40-й истребительный авиационный полк              | 29.12.1941 — 06.01.1942 | И-16, вошёл в непосредственное распоряжение командования ВВС Южного фронта   |
| 494-й истребительный авиационный полк             | 16.12.1941 — 22.05.1942 | Як-1, вошёл в состав 229-й иад                                               |
| 149-й истребительный авиационный полк             | 07.10.1941 — 05.03.1942 | МиГ-3 и ЛаГГ-3, вошёл в состав 20-й сад                                      |
| 724-й ночной бомбардировочный авиационный полк    | 08.08.1941 — 23.11.1941 | сформирован в дивизии на базе 5-го сбап, СБ и Пе-2, передан в состав 66-й ад |

## Участие в операциях и битвах
- Приграничные сражения в Молдавии[3] — с 22 июня 1941 года по 29 июня 1941 года.
- Тираспольско-Мелитопольская операция[3] — с 27 июля 1941 года по 28 сентября 1941 года.
- Донбасско-Ростовская стратегическая оборонительная операция[3] — с 29 сентября 1941 года по 16 ноября 1941 года.
- Ростовская наступательная операция[3] — с 17 ноября 1941 года по 2 декабря 1941 года.
- Барвенково-Лозовская операция[3] — с 18 января 1942 года по 31 января 1942 года.

## Присвоение гвардейских званий
5-й бомбардировочный авиационный полк 7 марта 1942 года за образцовое выполнение боевых задач и проявленные при этом мужество и героизм приказом НКО СССР № 70 от 7 марта 1942 года преобразован в 8-й гвардейский бомбардировочный авиационный полк.

## Первые победы в воздушных боях
Первые известные победы в воздушных боях в Отечественной войне одержаны:
- 23 июня 1941 года лётчики 67-го иап в групповых воздушных боях в районе г. Болград сбили, по разным источникам, от 14 до 18 самолётов противника[6].
- 24 июня 1941 года лётчики 69-го иап заместитель командира полка майор Л. Л. Шестаков и капитан М. Е. Асташкин сбили 3 самолёта: 2 Ju-88 были уничтожены над Кишиневом, a Do-215 Асташкин сбил на подступах к аэродрому, одержав свою вторую победу.
- 24.06.1941 года лётчики 168-го иап звеном И-16 (ведущий старший лейтенант Плясунов Г. К.) в воздушном бою в районе Днестровского лимана сбили два немецких бомбардировщика Ju-87[8].

## Отличившиеся воины
- Анисимов Виктор Васильевич, капитан, командир эскадрильи 5-го скоростного бомбардировочного авиационного полка 21-й смешанной авиационной дивизии Военно-Воздушных Сил Южного Фронта Указом Президиума Верховного Совета СССР от 27 марта 1942 года удостоен звания Герой Советского Союза. Посмертно.
- Елохин Агей Александрович, старший лейтенант, командир эскадрильи 69-го истребительного авиационного полка 21-й смешанной авиационной дивизии Военно-воздушных сил Южного Фронта Указом Президиума Верховного Совета СССР от 10 февраля 1942 года удостоен звания Герой Советского Союза. Золотая Звезда № 987.
- Королёв Иван Георгиевич, лейтенант, командир звена 69-го истребительного авиационного полка 21-й смешанной авиационной дивизии Военно-воздушных сил Южного Фронта Указом Президиума Верховного Совета СССР от 10 февраля 1942 года удостоен звания Герой Советского Союза. Золотая Звезда № 984.
- Куница Семён Андреевич, старший политрук, комиссар эскадрильи 69-го истребительного авиационного полка 21-й смешанной авиационной дивизии Военно-воздушных сил Южного Фронта Указом Президиума Верховного Совета СССР от 10 февраля 1942 года удостоен звания Герой Советского Союза. Посмертно.
- Николаев Георгий Георгиевич, младший лейтенант, командир звена 288-го бомбардировочного авиационного полка 21-й смешанной авиационной дивизии Военно-Воздушных Сил Южного Фронта Указом Президиума Верховного Совета СССР от 6 июня 1942 года удостоен звания Герой Советского Союза. Золотая Звезда № 772.
- Мальсагов, Ахмед Татарханович, майор, командир звена 5-го ближнебомбардировочного полка Военно-воздушных сил Южного Фронта Указом Президента Российской Федерации от 9 июля 1995 года удостоен звания Героя Российской Федерации. Посмертно.

## Базирование
| Период                  | Аэродромы       |
| ----------------------- | --------------- |
| 08.08.1940 — 22.06.1941 | Одесса, Украина |